# Fórmula integral de Cauchy
En matemáticas, la fórmula integral de Cauchy es un resultado fundamental en análisis complejo. El nombre del teorema se puso en honor al matemático Augustin Louis Cauchy. 
La fórmula expresa el hecho de que una función holomorfa definida en un disco está completamente determinada por sus valores en la frontera del disco, y proporciona fórmulas para calcular todas las derivadas de una función holomorfa a partir de integrales. La fórmula de Cauchy muestra que, en el análisis complejo, "la diferenciación es equivalente a la integración": así, permite deducir que la diferenciación compleja, como la integración, se comporta bien bajo límites uniformes, un resultado que no se sostiene en el análisis real.

## Teorema
Sea {\displaystyle U} un subconjunto abierto en el plano complejo {\displaystyle \mathbb {C} } y supóngase que el disco cerrado {\displaystyle D} definido por
{\displaystyle D=\{z:|z-z_{0}|\leq r\}}
está completamente contenido en {\displaystyle U}. Sean {\displaystyle f:U\to \mathbb {C} } una función holomorfa, esto es {\displaystyle f\in {\mathcal {H}}(U)}, y {\displaystyle \gamma } el círculo orientado, en sentido antihorario, que forma la frontera de {\displaystyle D}. Entonces, para cualquier {\displaystyle a} en el interior de {\displaystyle D}
{\displaystyle f(a)={\frac {1}{2\pi i}}\oint _{\gamma }{\frac {f(z)}{z-a}}\;dz}.
Esta es la que se conoce como fórmula integral de Cauchy
La demostración de este resultado usa el teorema integral de Cauchy y necesita que {\displaystyle f} sea diferenciable en el plano complejo. 
Como corolario, usando que {\displaystyle 1/(z-a)} puede ser expandido como una serie de potencias en la variable {\displaystyle a} como
{\displaystyle {\frac {1}{z-a}}={\frac {1}{z}}\left(1+{\frac {a}{z}}+\left({\frac {a}{z}}\right)^{2}+\cdots \right)},
se sigue que las funciones holomorfas son analíticas, es decir, pueden ser expandidas como series de potencias, como se demuestra en la página Analiticidad de las funciones holomorfas. En particular, al ser analítica, {\displaystyle f} es infinitamente diferenciable con
{\displaystyle f^{(n)}(a)={\frac {n!}{2\pi i}}\oint _{\gamma }{\frac {f(z)}{(z-a)^{n+1}}}\;dz}.
En ocasiones esta fórmula es conocida como fórmula de diferenciación de Cauchy. Es decir, esto demuestra que una función de variable compleja, con ser diferenciable una vez, ya lo es infinitamente; este resultado es falso en variable real.
El teorema anterior puede generalizarse. El círculo γ puede sustituirse por cualquier curva rectificable cerrada en U que tenga  número de enrollamiento uno sobre a. Además, como para el teorema de la integral de Cauchy, basta con exigir que f sea holomorfa en la región abierta encerrada por la trayectoria y continua en su cierre.
Nótese que no toda función continua en el límite puede utilizarse para producir una función dentro del límite que se ajuste a la función límite dada. Por ejemplo, si ponemos la función f(z) = 1z, definida para |z| = 1  en la fórmula de la integral de Cauchy, obtenemos cero para todos los puntos dentro del círculo. De hecho, dar sólo la parte real en la frontera de una función holomorfa es suficiente para determinar la función  salvo que sea una constante imaginaria - sólo hay una parte imaginaria en la frontera que corresponde a la parte real dada, hasta la adición de una constante. Podemos utilizar una combinación de una transformación de Möbius y la fórmula de inversión de Stieltjes para construir la función holomorfa a partir de la parte real en la frontera. Por ejemplo, la función f(z) = i - iz tiene parte real Re f(z) = Im z. En el círculo unitario se puede escribir iz − iz2. Usando la transformación de Möbius y la fórmula de Stieltjes construimos la función dentro del círculo. El término iz no contribuye, y encontramos la función -iz. Esto tiene la parte real correcta en el límite, y también nos da la parte imaginaria correspondiente, salvo una constante multiplicativa, a saber, {\displaystyle i}.

## Esquema de la prueba
Utilizando el Teorema integral de Cauchy, se puede demostrar que la integral sobre C (o la curva cerrada rectificable) es igual a la misma integral tomada sobre un círculo arbitrariamente pequeño alrededor de a. Como f(z) es continua, podemos elegir un círculo suficientemente pequeño en el que f(z) esté arbitrariamente cerca de f(a). Por otra parte, sobre cualquier círculo C de radio {\displaystyle \varepsilon >0} centrado en a, podemos calcular la integral
{\displaystyle \oint _{C}{\frac {1}{z-a}}\,{\text{d}}z=\int _{0}^{2\pi }{\frac {\varepsilon ie^{it}}{(a+\varepsilon e^{it})-a}}{\text{d}}t={\frac {\varepsilon i}{\varepsilon }}\int _{0}^{2\pi }{\text{d}}t=2\pi i.}
Haciendo tender el radio a cero, ε → 0, se obtiene la estimación deseada
{\displaystyle {\begin{aligned}\left|{\frac {1}{2\pi i}}\oint _{C}{\frac {f(z)}{z-a}}\,{\text{d}}z-f(a)\right|&=\left|{\frac {1}{2\pi i}}\oint _{C}{\frac {f(z)-f(a)}{z-a}}\,{\text{d}}z\right|\\[.5em]&=\left|{\frac {1}{2\pi i}}\int _{0}^{2\pi }\left({\frac {f{\bigl (}z(t){\bigr )}-f(a)}{\varepsilon e^{it}}}\cdot \varepsilon e^{it}i\right)\,{\text{d}}t\right|\\&\leq {\frac {1}{2\pi }}\int _{0}^{2\pi }{\frac {|f{\bigl (}z(t){\bigr )}-f(a)|}{\varepsilon }}\,\varepsilon \,{\text{d}}t\\[.5em]&\leq \max _{|z-a|=\varepsilon }|f(z)-f(a)|{\xrightarrow[{\varepsilon \to 0}]{}}0.\quad \quad \square \end{aligned}}}

## Ejemplo
Sea
{\displaystyle g(z)={\frac {z^{2}}{z^{2}+2z+2}},}

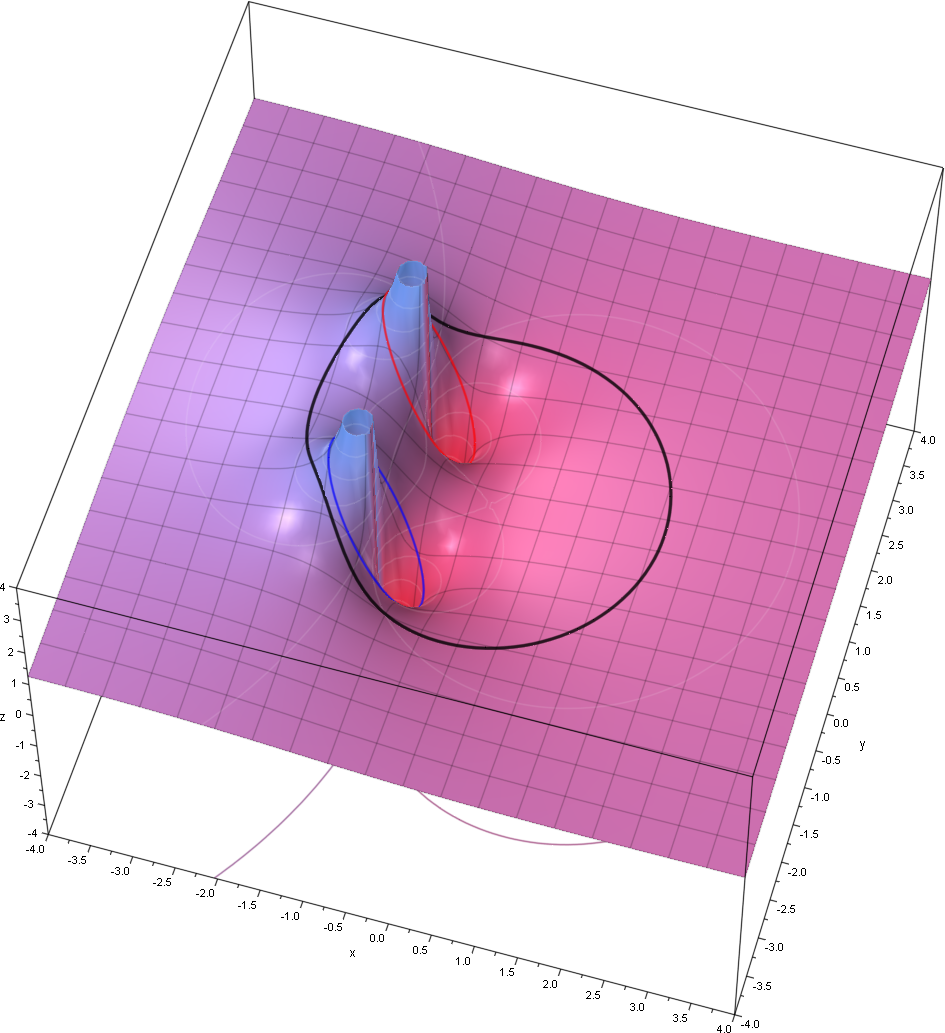
Superficie de la parte real de la función g(z) = z^{2}/z^{2} + 2z + 2 y sus singularidades, con los contornos descriptos en el texto.

y definamos C como el contorno definido por |z| = 2 (el círculo de radio 2).
Para hallar la integral de g(z) a lo largo del contorno C, se deben conocer las singularidades de g(z). Obsérvese que se puede reescribir g de la siguiente manera:
{\displaystyle g(z)={\frac {z^{2}}{(z-z_{1})(z-z_{2})}}}
donde z1 = −1 + i y z2 = −1 − i (factorizando el denominador).
Por lo tanto, g tiene polos en z1 y z2 (tiene límite infinito en esos puntos). El módulo de estos puntos es menor que 2 y por lo tanto se encuentran dentro del contorno. Aplicando el teorema integral de Cauchy, la integral se puede reducir a dos integrales más sencillas: es decir, se puede expresar la integral alrededor del contorno como la suma de la integral alrededor de z1 y z2 donde el contorno es un círculo pequeño alrededor de cada polo. Llamamos a estos contornos C1 alrededor de z1 y C2 alrededor de z2.
Ahora, cada una de estas integrales pequeñas puede ser evaluada mediante la fórmula integral de Cauchy, pero antes deben ser reescritas para poder aplicar el teorema. Para la integral alrededor de C1, definimos f1 como f1(z) = (z − z1)g(z). Esta función es holomorfa en un entorno abierto de C1 (dado que el contorno su única singularidad, en z2). Se puede simplificar f1 obteniendo:
{\displaystyle f_{1}(z)={\frac {z^{2}}{z-z_{2}}}}
y entonces
{\displaystyle g(z)={\frac {f_{1}(z)}{z-z_{1}}}.}
Dado que el teorema integral de Cauchy establece que
{\displaystyle \oint _{C}{\frac {f_{1}(z)}{z-a}}\,dz=2\pi if_{1}(a),}
se puede evaluar la integral de la siguiente manera:
{\displaystyle \oint _{C_{1}}g(z)\,dz=\oint _{C_{1}}{\frac {f_{1}(z)}{z-z_{1}}}\,dz=2\pi if_{1}(z_{1})=2\pi i{\frac {z_{1}^{2}}{z_{1}-z_{2}}}.}
Procediendo de manera similar para el otro contorno:
{\displaystyle f_{2}(z)={\frac {z^{2}}{z-z_{1}}},}
y se calcula que
{\displaystyle \oint _{C_{2}}g(z)\,dz=\oint _{C_{2}}{\frac {f_{2}(z)}{z-z_{2}}}\,dz=2\pi if_{2}(z_{2})=2\pi i{\frac {z_{2}^{2}}{z_{2}-z_{1}}}.}
La integral alrededor del contorno original C entonces es la suma de estas dos integrales (usando el teorema integral de Cauchy):
{\displaystyle {\begin{aligned}\oint _{C}g(z)\,dz&{}=\oint _{C_{1}}g(z)\,dz+\oint _{C_{2}}g(z)\,dz\\[.5em]&{}=2\pi i\left({\frac {z_{1}^{2}}{z_{1}-z_{2}}}+{\frac {z_{2}^{2}}{z_{2}-z_{1}}}\right)\\[.5em]&{}=2\pi i(-2)\\[.3em]&{}=-4\pi i.\end{aligned}}}
También podríamos haberlo calculado de otra manera recurriendo a un truco elemental usando la descomposición en fracciones simples:
{\displaystyle \oint _{C}g(z)\,dz=\oint _{C}\left(1-{\frac {1}{z-z_{1}}}-{\frac {1}{z-z_{2}}}\right)\,dz=0-2\pi i-2\pi i=-4\pi i}.

## Consecuencias
La fórmula integral tiene amplias aplicaciones. Primero, implica que una función que es holomorfa en un conjunto abierto es de hecho infinitamente diferenciable allí. Además, que toda función holomorfa es una función analítica, lo que significa que se puede representar como una serie de potencias. La prueba de esto se puede encontrar en la página Analiticidad de las funciones holomorfas.
La fórmula también se usa para probar el teorema de los residuos, que es un resultado para calcular integrales de funciones meromorfas, y un resultado relacionado, el principio de argumento. También sirve para demostrar el teorema de Morera, que asegura que el límite uniforme de funciones holomorfas es holomorfo: de hecho, la fórmula de Cauchy también se cumple en el límite, y el integrando, y por lo tanto la integral, se puede expandir como una serie de potencias, mostrando así que es holomorfo. Además, las fórmulas de Cauchy para las derivadas de orden superior muestran que todas estas derivadas también convergen de manera uniforme.
El análogo de la fórmula integral de Cauchy en análisis real es la fórmula integral de Poisson para funciones armónicas; muchos de los resultados de las funciones holomórficas se trasladan a este escenario. Sin embargo, tales resultados no son válidos para clases más generales de funciones analíticas diferenciables o reales. Por ejemplo, la existencia de la primera derivada de una función real no implica necesariamente la existencia de derivadas de orden superior ni, en particular, la analiticidad de la función. Asimismo, el límite uniforme de una secuencia de funciones diferenciables (reales) puede no ser diferenciable, o puede ser diferenciable pero con una derivada que no es el límite de las derivadas de los miembros de la secuencia.
Otra consecuencia es que si f(z) = Σ an zn es holomorfa en  < R}} y 0 < r < R < R}} y 0 < r < R entonces los coeficientes an satisfacen la desigualdad de Cauchy.
{\displaystyle |a_{n}|\leq r^{-n}\sup _{|z|=r}|f(z)|.}
A partir de la desigualdad de Cauchy, se puede deducir fácilmente que toda función entera acotada debe ser constante (que es Teorema de Liouville).
La fórmula también se puede utilizar para derivar el Teorema del valor medio de Gauss, que establece que
{\displaystyle f(z)={\frac {1}{2\pi }}\int _{0}^{2\pi }f(z+re^{i\theta })\,d\theta .}
En otras palabras, el valor medio de f sobre el círculo centrado en z con radio r es f(z). Esto se puede calcular directamente a través de una parametrización del círculo.

## Generalizaciones

### Funciones suaves
Una versión de la fórmula integral de Cauchy es la fórmula Cauchy-Pompeiu,, y vale también para funciones suaves, ya que se basa en el teorema de Stokes.  Sea D un disco en C y supongamos que f es una función C continuamente diferenciable de valor complejo sobre el cierre de D.  Entonces(Hörmander, 1966, Teorema 1.2.1)
{\displaystyle f(\zeta )={\frac {1}{2\pi i}}\int _{\partial D}{\frac {f(z)\,dz}{z-\zeta }}-{\frac {1}{\pi }}\iint _{D}{\frac {\partial f}{\partial {\bar {z}}}}(z){\frac {dx\wedge dy}{z-\zeta }}.}
Se puede utilizar esta fórmula de representación para resolver las ecuaciones de Cauchy-Riemann no homogéneas en D.  En efecto, si φ es una función en D, entonces una solución particular f de la ecuación es una función holomorfa fuera del soporte de μ.  Además, si en un conjunto abierto D,
{\displaystyle d\mu ={\frac {1}{2\pi i}}\varphi \,dz\wedge d{\bar {z}}}
para algún φ ∈ C(D) (donde k ≥ 1), entonces f(ζ, ζ) está también en C (D) y satisface la ecuación:
{\displaystyle {\frac {\partial f}{\partial {\bar {z}}}}=\varphi (z,{\bar {z}}).}
La primera conclusión es, sucintamente, que la convolución μ ∗ k(z) de una medida compactamente soportada con el núcleo de Cauchy
{\displaystyle k(z)=\operatorname {p.v.} {\frac {1}{z}}}
es una función holomorfa fuera del soporte de μ.  Aquí p.v. denota el valor principal. La segunda conclusión afirma que el núcleo de Cauchy es una solución fundamental de las ecuaciones de Cauchy-Riemann. Nótese que para funciones suaves de valor complejo f de soporte compacto en C la fórmula integral de Cauchy generalizada se simplifica a
{\displaystyle f(\zeta )={\frac {1}{2\pi i}}\iint {\frac {\partial f}{\partial {\bar {z}}}}{\frac {dz\wedge d{\bar {z}}}{z-\zeta }},}
y es un replanteamiento del hecho de que, considerada como una distribución, (πz)-1 es una solución fundamental de las Ecuaciones de Cauchy-Riemann. ∂∂z̄. La fórmula de la integral de Cauchy generalizada puede deducirse para cualquier región abierta acotada X con C frontera ∂X a partir de este resultado y de la fórmula para la  derivada distribucional de la función característica χX de X:
{\displaystyle {\frac {\partial \chi _{X}}{\partial {\bar {z}}}}={\frac {i}{2}}\oint _{\partial X}\,dz,}
donde la distribución del lado derecho denota integración de contorno a lo largo de ∂X.

### Varias variables
En varias variables complejas, la fórmula de la integral de Cauchy puede generalizarse a polidiscos(Hörmander, 1966, Teorema 2.2.1).  Sea D el polidisco dado como el 
{\displaystyle D=\prod _{i=1}^{n}D_{i}.}
Supongamos que f es una función holomorfa en D continua en el cierre de D.  Entonces
{\displaystyle f(\zeta )={\frac {1}{\left(2\pi i\right)^{n}}}\int \cdots \iint _{\partial D_{1}\times \cdots \times \partial D_{n}}{\frac {f(z_{1},\ldots ,z_{n})}{(z_{1}-\zeta _{1})\cdots (z_{n}-\zeta _{n})}}\,dz_{1}\cdots dz_{n}}
donde ζ = (ζ1,...,ζn) ∈ D.

### En álgebras reales
La fórmula de la integral de Cauchy es generalizable a espacios vectoriales reales de dos o más dimensiones.  La comprensión de esta propiedad proviene del álgebra geométrica, donde se consideran objetos más allá de escalares y vectores (como bivectores planos y trivectores volumétricos), y una generalización propia del teorema de Stokes.
El cálculo geométrico define un operador derivativo ∇ = ê'i ∂i bajo su producto geométrico - es decir, para un campo vectorial k ψ(r), la derivada ∇ψ generalmente contiene términos de grado k + 1 y k - 1.  Por ejemplo, un campo vectorial (k = 1) generalmente tiene en su derivada una parte escalar, la divergencia (k = 0), y una parte bivectorial, el rotacional (k = 2).  Este operador derivativo particular tiene una función de Green:
{\displaystyle G\left(\mathbf {r} ,\mathbf {r} '\right)={\frac {1}{S_{n}}}{\frac {\mathbf {r} -\mathbf {r} '}{\left|\mathbf {r} -\mathbf {r} '\right|^{n}}}}
donde Sn es la superficie de una unidad n-bola en el espacio (es decir, S2 = 2π, la circunferencia de un círculo de radio 1, y S3 = 4π, la superficie de una esfera de radio 1).